# 우루사
우루사(ursa)는 일본 미쓰비시다나베제약(Mitsubishi Tanabe Pharma)이 개발한 우르소데옥시콜산(UDCA)과  곰의 쓸개 웅담을 주성분으로 하는 대웅제약의 의약품으로, 1961년에 처음 발매되었다. ‘우루사’라는 이름은 곰을 뜻하는 라틴어 ‘Ursa’, ‘Ursus’에서 따온 것이다. 저용량 제품은 일반의약품으로, 고용량 제품은 전문의약품으로 지정되어 있다. 한편 우루사는 간기능 개선제 국내 판매 1위를 달성하였다.

## 제품

### 비조제용(일반의약품)
- 우루사 연질캡슐 - 60정,120정,10캅셀*20EA,360정(선물세트한정)
- 복합우루사 - 1정(낱개포장),60정,80정
- 우루사 100mg - 10정
- 알파우루사 - 120정 → 단종

### 조제용(전문의약품)
- 우루사 100,200,300mg - 30정,100정,500정

## 우루사 광고모델
- 최희준 (1983)
- 최불암 (1983)
- 백일섭 (1987~1992,1993,1999~2003)
- 정한용,김현주 (1992)
- 조영남 (1993)
- 정흥채 (1997)
- 구성애 (1998)
- 손지창,오연수 (2003~2005)
- 손창민 (2005~2006)
- 차두리 (2010~2012,2023~현재)
- 차범근,차세찌(2012)
- 임도윤 (2015)
- 유준상 (2015~2016)
- 노라조 (2020)
- 윤종신 (2016~현재)